# Regione di Dikhil
La regione di Dikhil è una delle sei regioni dello stato di Gibuti e conta 104 977 abitanti al 2019. 
Nel 2002 la Regione di Arta è stata creata assegnandole parti di territorio precedentemente amministrati dalla regione di Dikhil.
La regione confina a nord con la regione di Tagiura, a ovest e sud con l'Etiopia e ad est con le regioni di Ali Sabieh e Arta. 
In questa regione si trova il lago Abbe, posto al confine con l'Etiopia.

## Principali municipalità
Le principali municipalità della regione sono:
- Dikhil